# اكعبونن (إزكريتن)
اكعبونن هو دُوَّار يقع بجماعة أجدير، إقليم تازة، جهة فاس مكناس في المملكة المغربية. ينتمي الدوّار لمشيخة إزكريتن التي تضم 5 دواوير. يقدر عدد سكانه بـ 391 نسمة حسب الإحصاء الرسمي للسكان والسكنى لسنة 2004.

## روابط خارجية
- البوابة الوطنية للجماعات الترابية
- المندوبية السامية للتخطيط